# واکنش بری–لیبافسکی
واکنش بری-لیبافسکی (به انگلیسی: Bray–Liebhafsky reaction) (BL) یک واکنش ساعتی است که از تجزیه هیدروژن پراکسید کاتالیز شده با یدات پتاسیم در محیط اسیدی به وجود می‌آید.
این واکنش نخستین واکنش نوسانی یک محلول همگن هم زده است که توسط ویلیام سی بری در سال ۱۹۲۱ کشف شد. سیستم (BL) در عین سادگی اجزاء شرکت‌کننده در واکنش، مکانیزم پیچیده‌ای دارد.